# Torö landskommun
Torö landskommun var en tidigare kommun i Stockholms län.

## Administrativ historik
Den 1 januari 1863, när kommunalförordningarna började tillämpas, skapades över hela riket cirka 2 500 kommuner, varav 89 städer, 8 köpingar och resten landskommuner.
Då inrättades i Torö socken i Sotholms härad i Södermanland denna kommun.
1952 genomfördes den första av 1900-talets två genomgripande kommunreformer i Sverige. Då uppgick denna kommun i storkommunen Ösmo landskommun som 1974 uppgick i Nynäshamns kommun.

## Politik

### Mandatfördelning i Torö landskommun 1946
| 8 | 7 |

| 14 |